# Klavierstimmer

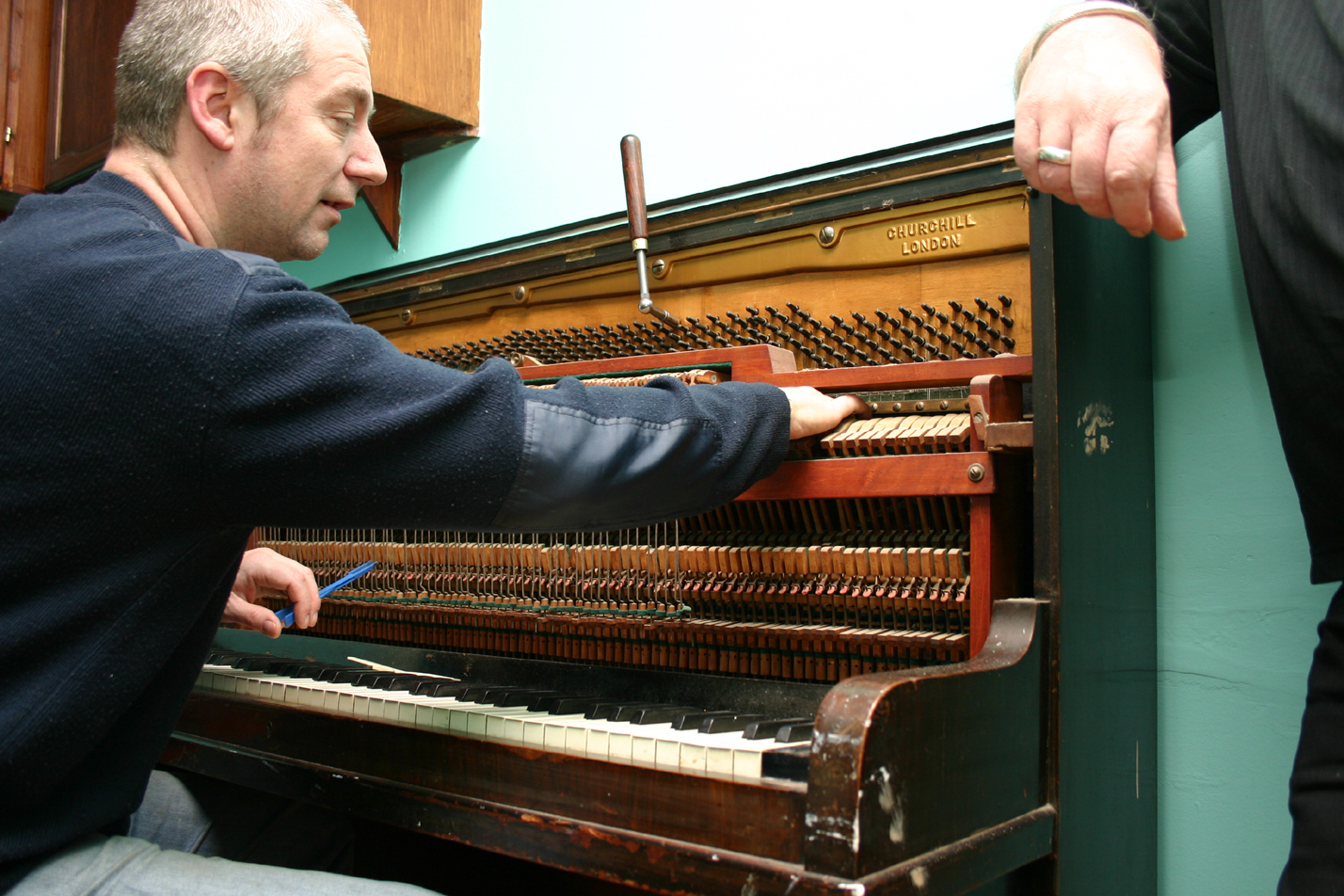
Klavierstimmer

Klavierstimmer ist ein Beruf aus der Kategorie der handwerksähnlichen Gewerbe, der in Deutschland und Österreich zulassungsfrei ausgeübt werden kann. Die Schulung zum Klavierstimmer ist in der Berufsausbildung zum Klavier- und Cembalobauer integriert. Die Beschäftigungsfelder finden sich u. a. in handwerklichen und industriellen Klavierbaubetrieben, Musikgeschäften sowie in selbständiger Gewerbeausübung. Die Tätigkeit umfasst die Stimmung von Klavieren, Flügeln und Cembali, indem die Spannung der Saiten reguliert und so die Töne harmonisch aufeinander abstimmt und die Interferenzen der einzelnen Saitenchöre beseitigt werden. Hinzu kommen sonstige Servicearbeiten vorwiegend beim Kunden und im Konzertbetrieb wie die Optimierung der Intonation (des Klanges) durch Bearbeiten (Abziehen, Stechen etc.) der Hammerfilze, das Aufziehen neuer Saiten und die Regulierung der Klaviermechanik.

## Technik
Ein Klavierstimmer arbeitet mit Stimmgabel oder Stimmgerät, Stimmkeilen aus Gummi, Filz oder lederüberzogenem Holz zum Abdämpfen mitklingender Saiten und einem Stimmhammer. Begonnen wird mit dem Anlegen der so genannten Temperatur-Oktave, zum Beispiel im Quintenzirkel vom Kammerton a1 aus:
{\displaystyle a^{1}\searrow a\nearrow e^{1}\searrow e\nearrow h\nearrow fis^{1}\searrow fis\nearrow cis^{1}\nearrow gis^{1}\searrow gis}
{\displaystyle as\nearrow es^{1}\searrow es\nearrow b\nearrow f^{1}\searrow f\nearrow c^{1}\nearrow g^{1}\searrow g\nearrow d^{1}\nearrow a^{1}}
Pfeil abwärts: eine Oktave hinunter – Pfeil aufwärts: eine Quinte hinauf
Würde man hier alle Oktaven und Quinten rein, also schwebungsfrei stimmen, so wäre die letzte Quinte erheblich zu eng. Aufgrund dieses sogenannten pythagoreischen Kommas wird gleichstufig (in gleichschwebender Temperatur) gestimmt, das heißt, jede einzelne Quinte wird ein wenig zu eng angelegt (Unterschwebung). Nach dem Anlegen der Temperatur-Oktave stimmt man in Oktavschritten unter ständiger Kontrolle der Quinten aufwärts und abwärts.
Auch andere Methoden, ein Klavier zu stimmen, sind gebräuchlich. Beispielsweise kann man statt des Quintenzirkels (Quinten bzw. Quarten) einen Terzenzirkel (Terzen bzw. Sexten) anlegen. Oder man stimmt a-a1 (Oktave aufwärts), a-e1 (Quinte aufwärts), a-d1 (Quarte aufwärts), e1-h (Quarte abwärts), h-fis1 (Quinte aufwärts), fis1-cis1 (Quarte abwärts), cis1-gis1 (Quinte aufwärts), gis1-dis1, dis1-b, b-f1, f1-c1, c1-g1. Dabei werden verschiedene Kontrollintervalle auf korrekte Schwebungszahlen überprüft. Bei gleichstufig angelegter Stimmung werden die Schwebungen aller Intervalle vom Bass zum Diskant gleichmäßig schneller.

### Inharmonizität
Eine ausgeglichene Temperatur ist von Instrument zu Instrument verschieden und richtet sich nach der individuellen Inharmonizitätsgerade, welche sich aus dem Diagramm der Inharmonizitäten der einzelnen Saiten über die ganze Lage ergibt. Die Inharmonizität einer Saite beschreibt die Spreizung des ersten Obertons in Cent verglichen mit dem physikalisch idealen Wert und ist abhängig von Durchmesser, Legierung und Zugauslastung der Saite. Je größer der Durchmesser, je steifer die Legierung und je niedriger die Zugauslastung der Saite (gleiche Saitenlänge vorausgesetzt), desto höher ist die Inharmonizität, welche in der Mittellage idealerweise zwischen 0,5 und 0,6 Cent beträgt. Im Diskant ergeben sich Inharmonizitätswerte bis über 15 Cent. Auf Grund der Individualität der jeweiligen Inharmonizitätsgerade können selbst in der Bauhöhe gleiche Klaviere unterschiedlicher Hersteller, die in sich ausgeglichen gestimmt sind, zusammen niemals stimmig klingen. Große Konzertflügel mit langen Saiten (bis über 3 m Baulänge) haben dabei eine weitaus geringere Inharmonizität als kleine Pianos (mitunter < 1,10 m Bauhöhe). Nach der Inharmonizitätsgerade des jeweiligen Instrumentes richtet sich also die Unterschwebung der Quinten (zwischen 0,9 und 1,4 Hz im Bereich der eingestrichenen Oktave).
Die Inharmonizität bestimmt darüber hinaus die Spreizung der Oktaven, da sich insbesondere bei Oktaven die Notwendigkeit eines Kompromisses zwischen grundtonreiner und obertonreiner Stimmung ergibt. Töne oberhalb der Mittellage werden dabei höher, Töne unterhalb tiefer gestimmt, als sie rein rechnerisch zu stimmen wären. Auch die Oktave unterhalb des Kammertons, in der die Temperatur gelegt wurde, ist bereits von dieser Spreizung betroffen. Es ist von daher beim Klavier generell nicht möglich, vollkommen schwebungsfreie Oktaven zu stimmen, insbesondere bei Instrumenten kleiner Bauart mit hoher Inharmonizität.
Aus den genannten Gründen ist auch die Verwendung eines gewöhnlichen Stimmgerätes zur Erzielung einer ausgeglichenen Stimmung nicht möglich. Seit einigen Jahren gibt es Software, mit deren Hilfe man die Inharmonizität eines Instrumentes messen, die Inharmonizitätsgerade manuell editieren und die Spreizung anpassen kann. Auf diese Weise erhält man eine individuelle Stimmkurve, die alle vorgenannten Aspekte berücksichtigt.

### Wirbelgang
Eine weitere Schwierigkeit beim Klavierstimmen ist das sogenannte Setzen der Stimmwirbel. Hierbei gilt es, die Torsion, die Haft- und Gleitreibung sowie die Federwirkung des Stimmwirbels in Saitenzugrichtung zu kontrollieren. Der sog. Wirbelgang ist auch vom Durchmesser, der Rauheit des Gewindes und der Steifigkeit des Stimmwirbels sowie der Beschaffenheit des Stimmstocks abhängig. Je kleiner der Durchmesser des Stimmwirbels (beginnend von 6,6 mm bis zu 7,75 mm bei ausgewechselten Wirbeln), desto feiner wirkt sich die gleiche Drehbewegung auf die Stimmung aus, da der Durchmesser des Saitenrings geringer ist. Des Weiteren ergibt sich bei kleineren Wirbeln weniger Reibung im Stimmstock sowie mehr Federweg und Torsion. Weitere Faktoren der Stimmbarkeit sind die Reibung der Saite an den Auflagepunkten von Silie (auch Kapodaster, Steg auf der Gußplatte) und Druckstab bzw. den Durchführungspunkten der Agraffen sowie an der Verschränkung des Stegs. Auch der Anteil der nichtschwingenden Saitenteile (aus Saitenvorderlänge und Anhang) spielt eine Rolle – je größer dieser ist, desto feiner wirkt sich wiederum die gleiche Drehbewegung des Stimmwirbels auf die Stimmung aus. Bereits eine Bewegung von 1/100 mm im schwingenden Saitenteil kann, je nach Mensurierung, eine Verstimmung von mehreren Hertz verursachen.

### Stegdruck
Eine besondere Schwierigkeit stellt das Hochstimmen von Instrumenten dar, da die Saiten mit einem gewissen Druck über den Steg geführt sind. Der Steg weist dabei eine Überhöhung bis zu 2 mm gegen Saitennormallage auf, woraus sich in der Summe ein Stegdruck bis zu 60 kg ergibt. Wird nun nach und nach die Saitenspannung erhöht, so wird damit auch gleichzeitig der Stegdruck erhöht, womit sich vormals gestimmte Saiten wieder entsprechend entspannen. Dem kann durch mehrmalige Korrekturen, aber auch schon während des Stimmens durch eine entsprechende Spreizung entgegengewirkt werden.

### Stimmungen
Neben der gleichschwebenden Stimmung muss der Klavierstimmer mitunter (vornehmlich für Cembali und Hammerflügel) auch historische Stimmungen anwenden, u. a. die Werckmeister-Stimmung, die mitteltönige Stimmung, die Kirnberger-Stimmung, die Vallotti-Stimmung oder auch eine in ausgewählten Tonarten reine Stimmung. Mitunter sind auch bewusste Verstimmungen von wenigen Schwingungen pro Ton erwünscht, z. B. für Jazz-Produktionen.

## Trivia
In dem belletristischen Werk Der Klavierstimmer von Peter Bieri ist ein Opernkomponist ohne Fortune und legendärer Klavierstimmer die zentrale Hauptfigur.